# Les Javanais
Les Javanais est un roman de Jean Malaquais publié en 1939 aux éditions Denoël. Le livre est le récit de la vie des émigrés mineurs dans le sud de la France. Il reçoit la même année le prix Renaudot.

## Résumé
Dans les années 1930, des émigrés se tuent à la tâche dans une mine de plomb et d'argent en Provence : russes fuyant Staline, allemand fuyant le nazisme, italiens et espagnols fuyant le fascisme, polonais, turcs, arméniens, arabes... Le camp de baraquements où ils vivent est surnommé « l'île de Java ».

## Historique
Poussé par André Gide, qui lui ouvre l'accès aux maisons d'édition, Les Javanais est le premier roman de Jean Malaquais. Ce dernier n'écrit en français que depuis une dizaine d'années. Le roman est refusé par Gallimard mais accepté par Denoël.
Dans les nombreux métiers qu'il a exercé, Jean Malaquais a travaillé à la fin des années 1920 dans la mine de plomb et d'argent de La Londe-les-Maures, en Provence, expérience qui fournira la matière du roman.
Jean Malaquais apprend son succès au prix Renaudot alors qu'il est mobilisé sur le front, en Lorraine dans une brigade de pionniers. Il raconte l'évènement dans son Journal de guerre à la date du 7 décembre 1939 :

« Télégramme de Robert Denoël m'annonçant que mon roman a décroché le prix Renaudot. Puisse-je en tirer une permission exceptionnelle. Lendemain, ma photo s'étalant "à la une" des gazettes, on me dévisage comme une curiosité de cirque; et consécration suprême, moi qui ne suit pas dans les bonnes grâces des sous-offs, je viens de voir convier à la popote de ces messieurs. »

## Critiques
André Gide dira du roman `qu'il a « un lyrisme extraordinaire, de qualité tout à fait rare et spéciale, qui me ravit ; une grandeur épique, à la fois bouffonne et tragique ». Léon Trotski en fera également une critique très positive, le comparant à Villon, Rabelais et Céline.

## Éditions
- Éditions Denoël, 1939.
- Éditions Phébus, 1995 ; rééd. Phébus Libretto, 1998.